# Hylekobolus
Hylekobolus – rodzaj dwuparców z rzędu Spirobolida i rodziny Spirobolellidae.
Osiągają od 30 do 75 mm długości, a ich ciała buduje 41–52 pierścieni. Tylna ⅓ pierścienia może być jasnobrązowa do białej, natomiast przednia ich część czarna, ciemnoszara bądź ruda. Głowa ma po 32–48 oczu prostych na każdym polu ocznym, ustawionych w 7 pionowych rzędów. Część puszki głowowej wystaje ponad drugi staw nasadowy żuwaczki, który wraz z collum tworzy płytką jamkę do chowania krótkich czułków. Czułki mają po 4 stożki zmysłowe na członach końcowych oraz po 4 rzędy sensilla basionica na członach piątych i po 2 rzędy na członach szóstych. Nadustek ma dwie pary oszczecinionych dołków, a warga górna trzy nieregularne ząbki i rząd 10–12 szczecin brzeżnych. Każda żuwaczka ma zaokrąglony ząb zewnętrzny, trój- lub czwórwierzchołkowy ząb środkowy, 4–5 grzebykowatych lamelli i około 9 bruzd na płacie molarnym. Gnatochilarium ma po 3 szczecinki szczytowe na pieńkach i po 2 szczecinki na lamellae linguales. Ozopory zaczynają się od 6 segmentu ciała i stykają się z bruzdami między mezozonitem a metazonitem. Telson ma walwy analne bez warg i punktowania. Samiec ma odnóża par od 3 do 7 o biodrach pozbawionych wyrostków, a stopach wyposażonych w poduszeczki. Biodra szóstej pary nóg są u niego zawsze dwukrotnie węższe niż siódmej pary. Sternit między przednimi gonopodami samca jest przezroczysty, a same gonopody wydłużone, o krótkiej apodemie sternalnej, szerokim koksycie i dużym telopodicie z zaokrąglonym wyrostkiem pośrodku. Między tylnymi gonopodami samca brak sternitu, a same gonopody kształtem przypominają długą szyję zakończoną małą głową. Ich powiększone koksyty mają trójkątne skleryty u nasady krawędzi pośrodkowych, pojedyncze bruzdy nasienne i są zlane z ustawionymi naprzeciwlegle telopoditami. Samice mają gładkie, pozbawione stożków zmysłowych walwy z 2–3 rzędami szczecinek.
Wije endemiczne dla Madagaskaru. Zasiedlają ściółkę lasów deszczowych oraz drążą w butwiejącym drewnie. Wszystkie gatunki umieszczone zostały przez Międzynarodową Unię Ochrony Przyrody w Czerwonej księdze gatunków zagrożonych, w tym 2 jako krytycznie zagrożone i 1 jako zagrożone wyginięciem.
Rodzaj ten opisany został w 2009 roku przez Thomasa Wesenera, który wyznaczył C. brachiosauroides jego gatunkiem typowym. Należą tu gatunki:
- Hylekobolus albicollaris Wesener, 2009
- Hylekobolus analavelona Wesener, 2009
- Hylekobolus andasibensis Wesener, 2009
- Hylekobolus anjanaharibe Wesener, 2009
- Hylekobolus brachiosauroides Wesener, 2009
- Hylekobolus goodmani Wesener, 2009
- Hylekobolus griseus Wesener, 2009
- Hylekobolus latifrons Wesener, 2009
- Hylekobolus marojejy Wesener, 2009
- Hylekobolus montanus Wesener, 2009
- Hylekobolus rufus Wesener, 2009